# Aldea de San Esteban
Aldea de San Esteban es una localidad española del municipio de San Esteban de Gormaz, perteneciente a la provincia de Soria, y a la Ribera del Duero (vino) en   la comunidad autónoma de Castilla y León. Por Aldea pasa el Camino del Cid

## Geografía
La localidad está situada 76 km al suroeste de Soria capital, en dirección a Madrid en la carretera que conecta San Esteban con Ayllón, en la Ribera del Duero y dentro del Camino del Cid. Pertenece al partido judicial de Burgo de Osma.

## Historia
En época musulmana es conocida como Al Daia, y en el Cantar del Mío Cid aparece la Torre de Doña Urraca, paraje del municipio. En el censo de 1879, ordenado por el conde de Floridablanca, figuraba como lugar del partido de San Esteban de Gormaz en la intendencia de Soria, conocido entonces como La Aldea con jurisdicción de señorío y bajo la autoridad del alcalde ordinario, nombrado por la marquesa de Villena. Contaba entonces con 143 habitantes.
A la caída del Antiguo Régimen la localidad se constituyó en municipio constitucional  en la región de Castilla la Vieja que en el censo de 1842 contaba con 31 hogares y 124 vecinos. Hacia mediados del siglo XIX, el lugar, por entonces con ayuntamiento propio, tenía contabilizadas 50 casas. Aparece descrito en el primer volumen del Diccionario geográfico-estadístico-histórico de España y sus posesiones de Ultramar de Pascual Madoz de la siguiente manera:

ALDEA DE S. ESTEBAN: l. con ayunt. de la prov. y adm. de rent. de Sória (13 leg.); part. jud. del Burgo de Osma (3), aud. terr. y c. g. de Búrgos (19), dióc. de Osma (2 1/2): sit. á la márg. izq. del r. Duero: su clima aunque sano es propenso á tercianas. Tiene 50 casas de construccion comun, de altura regular, y de comodidades suficientes á un labrador: entre ellas se encuentra la consistorial donde está la escuela de instruccion primaria: hay pósito y una igl. parr. de primer ascenso bajo la advocacion de Sta. Maria la Menor, servida por un párroco. Confina el térm. por N. con el r. Duero, por S. con Peñalba á 1/2 leg., y por O. con Soto á igual dist.: se encuentra en él, una ermita fabricada al estilo moderno, bajo la advocacion del gran mártir de Capadocia el glorioso S. Mames, á quien se venera por especial titular y patron, celebrando anualmente la fiesta el dia de su martirio 2 de setiembre: corre por él el r. Pedro de corto caudal pero sujeto á frecuentes avenidas: su terreno, sin ser de lo mejor, es bastante bueno, y el que se halla en cultivo rinde lo necesario para el consumo de los hab., estando el resto empleado en pastos y arbolados: prod.: granos, legumbres, vino y ganado lanar: pobl.: 31 vec.: 124 alm.: cap. imp.: 41,601 rs. y 24 mrs.
(Madoz, 1845, p. 495)

El municipio de Aldea de San Esteban desapareció en 1966, al fusionarse con los de San Esteban de Gormaz, Atauta, Inés, Matanza de Soria, Olmillos, Peñalba de San Esteban, Piquera de San Esteban, Quintanilla de Tres Barrios, Rejas de San Esteban, Soto de San Esteban, Velilla de San Esteban y Villálvaro. Contaba entonces con 63 hogares y 222 habitantes.

## Geografía humana

### Demografía
| Gráfica de evolución demográfica de Aldea de San Esteban entre 1842 y 1960 |
| |
| Población de derecho según los censos de población del INE Población de hecho según los censos de población del INEEntre el censo de 1970 y el anterior, este municipio desaparece porque se integra en el municipio 42162 (San Esteban de Gormaz) |

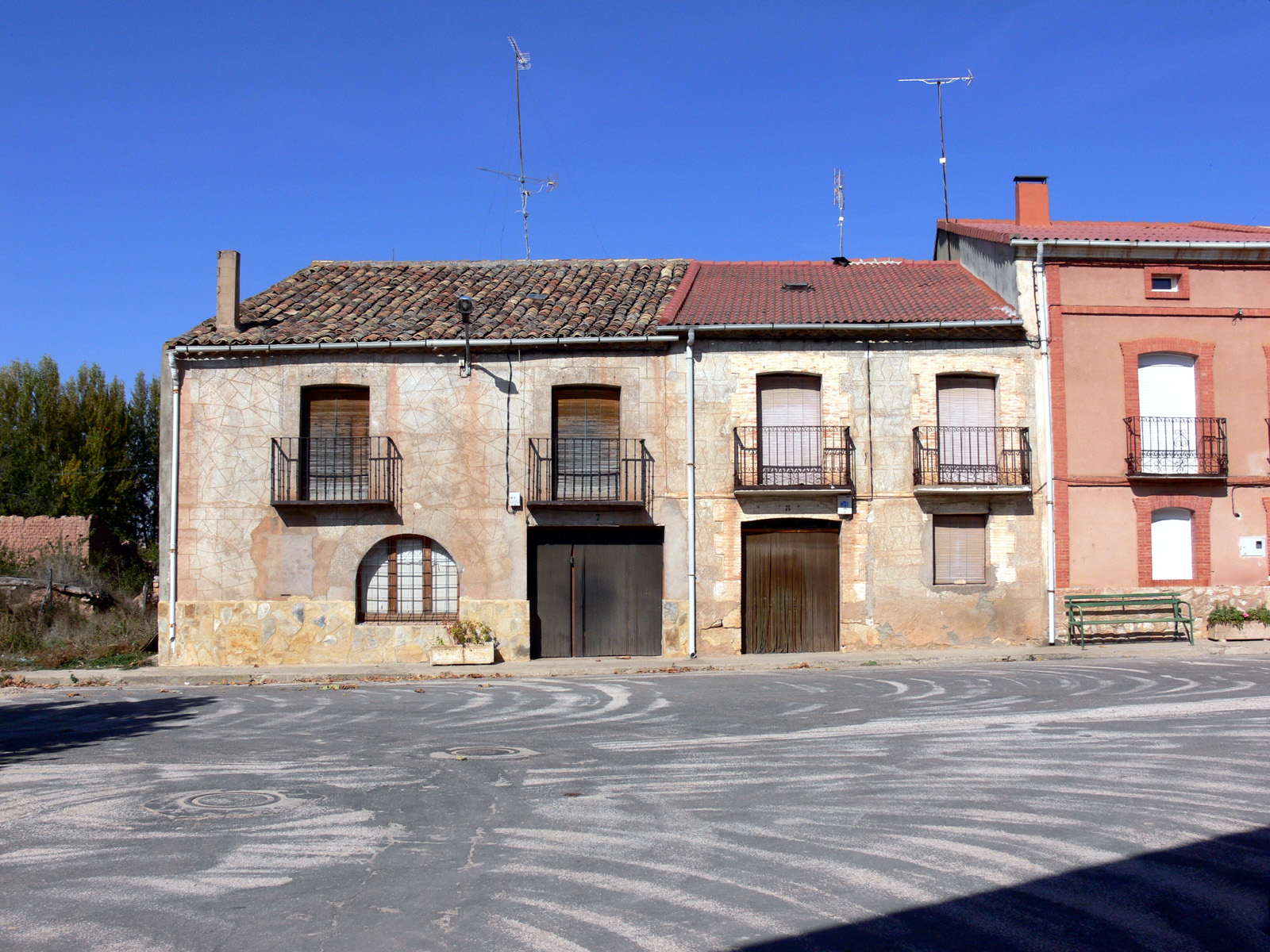
Centro urbano

En el año 1981 contaba con 90 habitantes, concentrados en el núcleo principal, pasando a 23 en  2010, 9 varones y 14 mujeres.
Un árbol genealógico que abarca a parte del pueblo ha sido desarrollado y dejado como legado de la historia humana de este pueblo. Eusebio Sotillos consiguió retroceder hasta el siglo XVII en alguna de las ramas en sus investigaciones.
| Gráfica de evolución demográfica de Aldea de San Esteban entre 2000 y 2017                       |
|                                                                                                  |
| Población de derecho (2000-2017) según los censos de población del INE a 1 de enero de cada año. |

### Economía
Su economía se basa fundamentalmente en la agricultura, la viticultura, encontrándonos con numerosas bodegas tradicionales excavadas en roca donde se hacía y guardaba el vino y la ganadería principalmente ovina. Por su término pasa la Cañada Real Soriana Occidental.

## Patrimonio

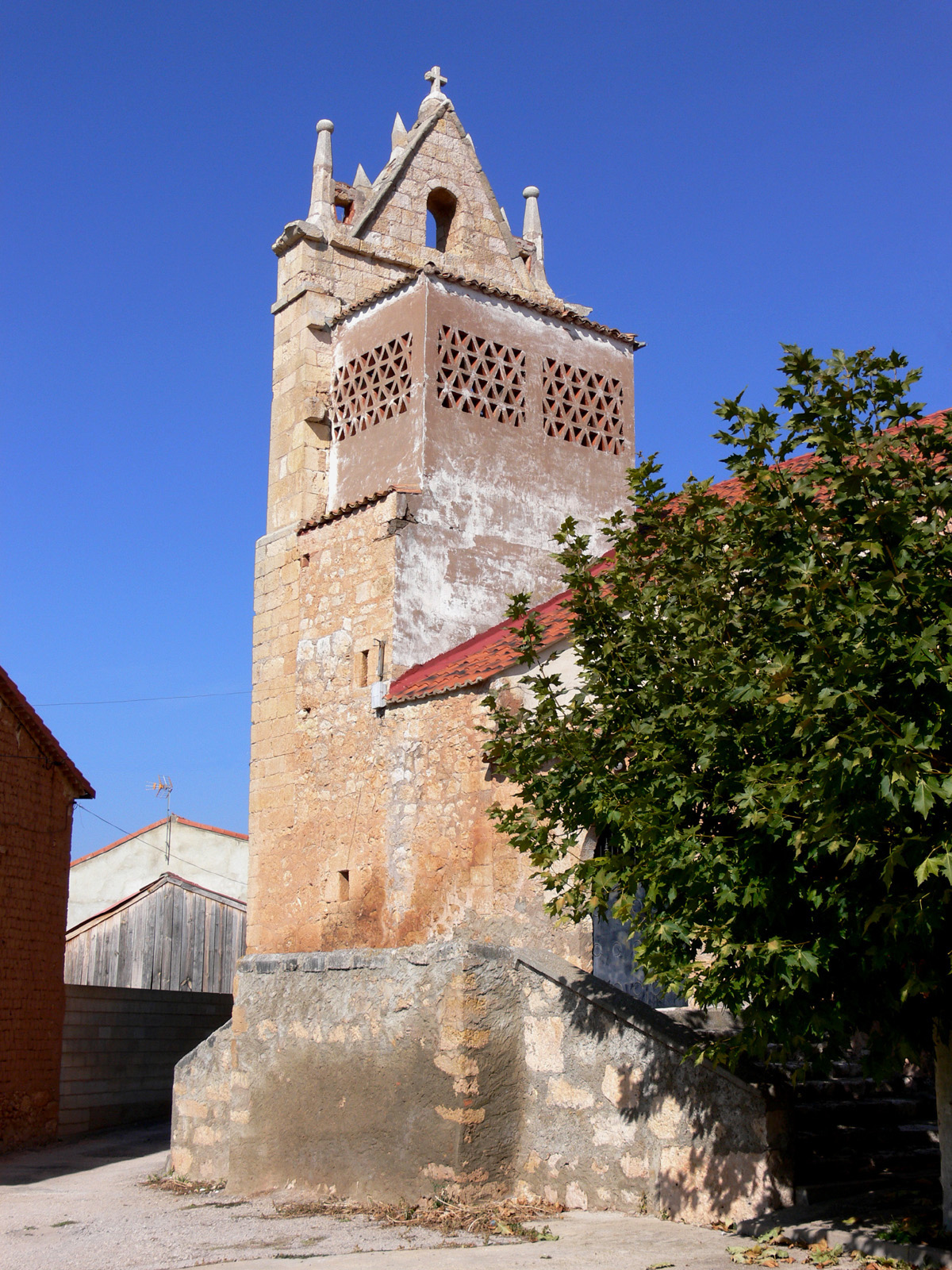
Iglesia de Santa María la Menor

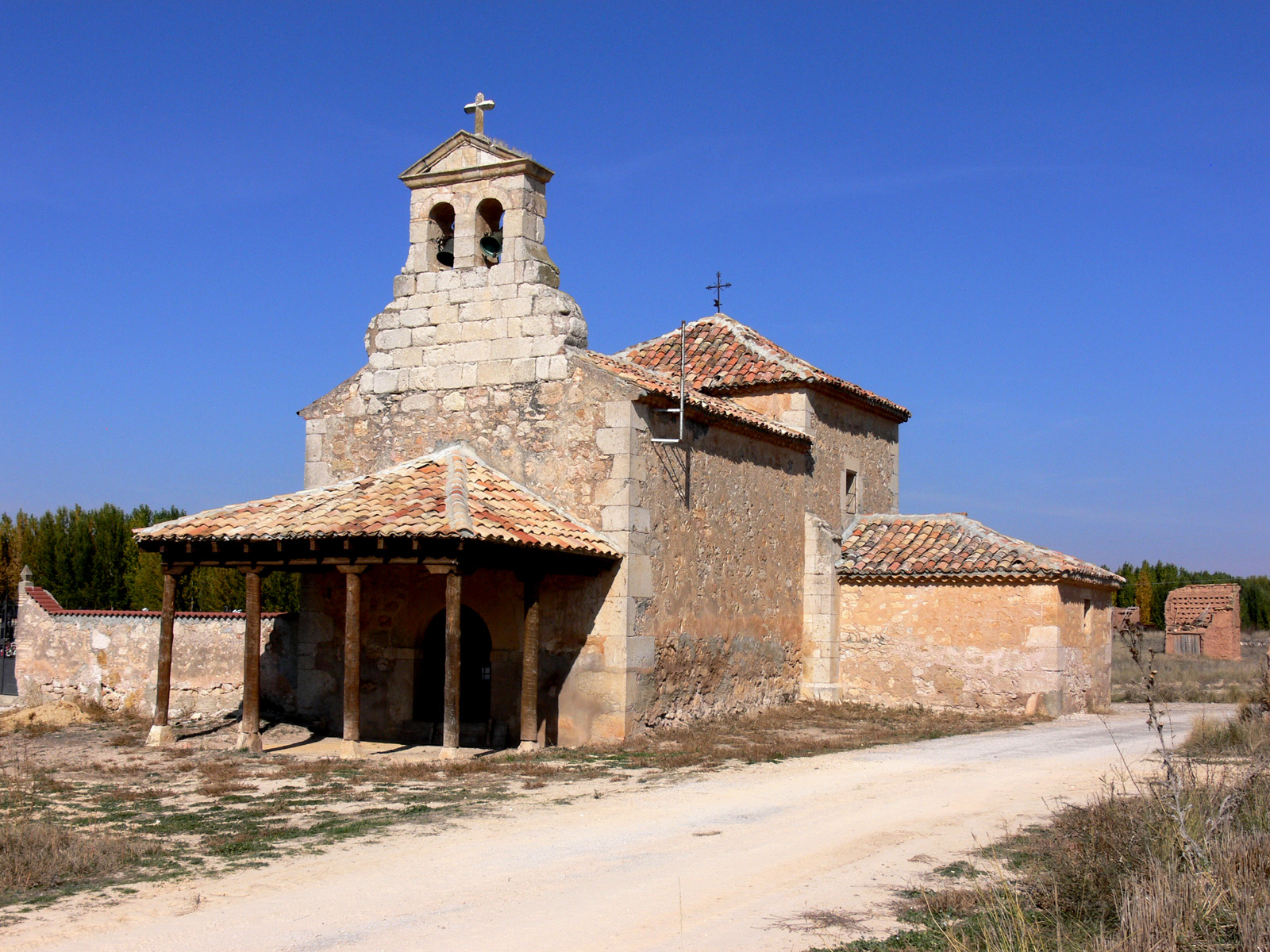
Ermita de San Mamés de Capadocia

En la localidad hay una iglesia bajo la advocación de Santa María la Menor y una ermita dedicada a San Mamés de Capadocia.